# Meipu
Meipu (kinesiska: 梅铺, 梅铺镇) är en köpinghuvudort i Kina. Den ligger i provinsen Hubei, i den centrala delen av landet, omkring 400 kilometer nordväst om provinshuvudstaden Wuhan. Antalet invånare är 27 126. Befolkningen består av 12 913 kvinnor och 14 213 män. Barn under 15 år utgör 19,0 %, vuxna 15-64 år 72 %, och äldre över 65 år 8,0 %.
Runt Meipu är det ganska tätbefolkat, med 166 invånare per kvadratkilometer. Närmaste större samhälle är Tanshan, 6,5 km väster om Meipu. Trakten runt Meipu består till största delen av jordbruksmark.
Genomsnittlig årsnederbörd är 900 millimeter. Den regnigaste månaden är augusti, med i genomsnitt 167 mm nederbörd, och den torraste är januari, med 8 mm nederbörd.